# Hela England bakar
Hela England bakar (engelska: The Great British Bake Off) är ett brittiskt tävling- och matlagningsprogram på BBC Two (2010-2013), BBC One (2014-2016) och Channel 4 från 2017. Programledare under säsongerna på BBC var Mel Giedroyc och Sue Perkins medan juryn består av konditorn Paul Hollywood och kokboksförfattarinnan Mary Berry. Programidén har sålts till 16 länder och där bland annat Sverige och Sjuan producerar Hela Sverige bakar. Som mest har programmet haft 9 447 000 tittare under ett avsnitt.

## Säsonger
Totalt har sju säsonger producerats och sänts.
| Säsong | Premiärdatum    | Finaldatum        | Vinnare           | Andra och tredjeplats           |
| ------ | --------------- | ----------------- | ----------------- | ------------------------------- |
| 1      | 17 augusti 2010 | 21 september 2010 | Edd Kimber        | Miranda Gore Brown Ruth Clemens |
| 2      | 14 augusti 2011 | 4 oktober 2011    | Joanne Wheatley   | Holly Bell Mary-Anne Boermans   |
| 3      | 14 augusti 2012 | 16 oktober 2012   | John Whaite       | Brendan Lynch James Morton      |
| 4      | 20 augusti 2013 | 22 oktober 2013   | Frances Quinn     | Kimberley Wilson Ruby Tandoh    |
| 5      | 6 augusti 2014  | 8 oktober 2014    | Nancy Birtwhistle | Luis Troyano Richard Burr       |
| 6      | 5 augusti 2015  | 7 oktober 2015    | Nadiya Hussain    | Ian Cumming Tamal Ray           |
| 7      | 24 augusti 2016 | 26 oktober 2016   | Candice Brown     | Andrew Smyth Jane Beedle        |
| 8      | 29 augusti 2017 | 31 oktober 2017   | Sophie Faldo      | Stephen Carter-Bailey Kate Lyon |

## Internationella versioner
| Land          | TV-kanal      | Lokalt namn                       |
| ------------- | ------------- | --------------------------------- |
| Sverige       | Sjuan         | Hela Sverige bakar                |
| Australien    | Nine Network  | The Great Australian Bake Off     |
| Belgien       | Vtm           | De MeesterBakker                  |
| Brasilien     | SBT           | Bake Off Brasil – Mão na Massa    |
| Bulgarien     | Nova TV       | Bake Off: Най-сладкото състезание |
| Danmark       | DR1           | Den Store Bagedyst                |
| Finland       | MTV3          | Koko Suomi leipoo                 |
| Frankrike     | M6            | Le Meilleur Pâtissier             |
| Indonesien    | IBC           | Indonesia Baking Competition      |
| Irland        | TV3           | The Great Irish Bake Off          |
| Israel        | Channel 2     | בייק אוף ישרא                     |
| Italien       | Real Time     | Bake Off Italia                   |
| Nederländerna | MAX           | Heel Holland Bakt                 |
| Norge         | TV 3          | Hele Norge Baker                  |
| Polen         | TVP 2         | Bake Off - Ale Ciacho!            |
| Rumänien      | Pro TV        | Bake Off Romania                  |
| Spanien       | Cuatro        | Deja sitio para el postre         |
| Sydafrika     | BBC Lifestyle | The Great South African Bake Off  |
| Turkiet       | TV 8          | Ver Fırına                        |
| Tyskland      | Sat.1         | Das große Backen                  |
| Ukraina       | 1+1           | Великий пекарський турнір         |
| USA           | CBS           | The American Baking Competition   |

### Fotnoter
1. ↑  Sandra Wejbro (10 september 2015). ”"Hela Sverige bakar" är en urvattnad kopia av det brittiska originalet” (på svenska). Aftonbladet. Arkiverad från originalet den 23 december 2017. https://web.archive.org/web/20171223220538/http://tvkoll.aftonbladet.se/2015/09/hela-sverige-bakar-ar-en-urvattnad-kopia-pa-det-brittiska-originalet/. Läst 23 december 2017.